# Petit-Couronne
Petit-Couronne – miejscowość i gmina we Francji, w regionie Normandia, w departamencie Sekwana Nadmorska. Przez miejscowość przepływa Sekwana. 
Według danych na rok 1990 gminę zamieszkiwały 8122 osoby, a gęstość zaludnienia wynosiła 635 osób/km² (wśród 1421 gmin Górnej Normandii Petit-Couronne plasuje się na 39. miejscu pod względem liczby ludności, natomiast pod względem powierzchni na miejscu 217.).